# Washington County (Alabama)
 Der er flere lokaliteter med dette navn, se Washington County.
Washington County er et county beliggende i den syd-vestlige del af den amerikanske delstat Alabama. Hovedbyen er Chatom, og på den vestlige side grænser countiet op til Mississippi. I 2010 havde countiet 17.581 indbyggere. Det blev grundlagt 4. juni 1800, og er opkaldt efter USA's 1. præsident George Washington.

## Geografi
Ifølge United States Census Bureau er Washingtons totale areal på 2.820 km², hvoraf de 22 km² er vand. 

### Grænsende counties
- Choctaw County (nord)
- Clarke County (øst)
- Baldwin County (sydøst)
- Mobile County (syd)
- Greene County (sydvest)
- Wayne County (nordvest)